# Andrusovo

Andrusovo (ryska Андрусово) är en by i Smolensk oblast i Ryssland. Den är belägen i den administrativa landsbygdsenheten Tatarskoje Selskoje Poselenije i Monastyrsjtjinskij rajon och ligger 20 kilometer sydväst om rajonscentrat Monastyrsjtjina. Byns folkmängd uppgick 2007 till 19 invånare. Andrusovo ligger idag nära gränsen mellan Ryssland och Vitryssland.
Byn är historiskt känd för det fredsavtal (egentligen stillestånd) som slöts 30 januari 1667 mellan Ryssland och Polen efter ett 13 år långt polskt-ryskt krig som gällde Ukraina och Vitryssland. Enligt Andrusovoavtalet tillföll östra Ukraina Ryssland, medan dess västra del förblev i polsk ägo. Staden Kiev tillföll Ryssland på två år. Den skulle senare återlämnas till Polen, men köptes ut av ryssarna för en större summa pengar och blev slutligen rysk 1686.